# クィクィルコ
クィクィルコ（Cuicuilco）は、メキシコ盆地南西部（今のメキシコシティ南部）にある先古典期の遺跡。最盛期にはテオティワカンをしのぐメキシコ盆地最大の都市だったが、たび重なる火山の噴火によって放棄された。多数の神殿ピラミッドがあり、とくに4層の円形ピラミッドがよく知られる。

## 遺跡
先古典期のメキシコ盆地はテオティワカンの編年でサカテンコ期(800-650BC)、ティコマン期(650-150BC)、パトラチケ期(150BC-1AD)、ツァクァリ期(1-150AD)に区分される。クィクィルコは紀元前800年ごろのサカテンコ期に定住がはじまり、円形ピラミッドもこのころに建造がはじまった。ピラミッドはその後4回にわたって増改築が行われた。円形ピラミッドの高さは20メートル、直径は約80メートルだった。
パトラチケ期にテオティワカンではまだ大規模建築が存在していなかったが、クィクィルコは最大面積4平方キロメートル、2万人以上の人口を擁していた。
西暦70年ごろにポポカテペトル山が大噴火し、これによってメキシコ盆地南部は壊滅的な被害を被った。噴火の影響もあってクィクィルコは衰退していき、かわってテオティワカンがメキシコ盆地最大の都市に急成長した。またトラランカレカ(Tlalancaleca)やチョルーラの人口も増加した。その後150年ごろにはチチナウツィン、275年ごろにシトレ火山 (Xitle) が噴火し、クィクィルコはいっそう衰退した。とくにシトレ火山の噴火によって5メートルから8メートルに達する大量の溶岩がクィクィルコに流れこんだ。
クィクィルコでは後にウェウェテオトルと呼ばれる神やトウモロコシの神を崇拝するための土器や土偶の出土がめだつ。